# اسارت (مجموعه تلویزیونی)
دستگیری (به انگلیسی: The Capture) سریال درام جنایی و مرموز انگلیسی است که توسط بن چانان ساخته و نویسندگی و کارگردانی شده‌است و بازیگران آن هالیدی گرینجر، کلوم ترنر، لارا هادوک، بن مایلز، کاوان کلرکین، پال ریتر و ران پرلمن هستند.
این سریال در ۳ سپتامبر ۲۰۱۹ در بی‌بی‌سی وان به نمایش درآمد و نظر مثبت منتقدان و مخاطبان را به خود اختصاص داد. در ژوئن ۲۰۲۰ اعلام شد که سری دوم به بهره‌برداری رسیده‌است.
(پخش از صداوسیمای جمهوری اسلامی ایران )
این سریال انگلستانی پرطرفدار برای بار اول توسط شبکه سه سیما دوبله و پخش شد و بعد از آن شبکه تماشا HD برای بار اول بازپخش کرد و برای بار دوم در ۹/۴/۱۴۰۳ هرشب ساعت ۲۳:۳۰ از شبکه تماشا HD در حال پخش می باشد و بازپخش آن در ساعت ۱۵:۳۰و ۴:۳۰ دقیقه پخش میشود

## داستان
شاون امری (سرباز سابق نیروهای ویژه بریتانیا- با بازی کلوم ترنر)، پس از تبرئه شدن از جنایات جنگی در افغانستان به لندن بازمی‌گردد، اما پس از مدتی درگیر ماجرایی مشکوک می‌شود. هانا رابرتز، وکیل و مشاور شاون، به شکلی مرموز دزدیده شده و به قتل رسیده‌است. تمام شواهد، از جمله ویدیوهای ضبط‌شدهٔ دوربین‌های مداربسته، علیه شاون هستند اما او ادعا می‌کند نقشی در این ماجرا ندارد. حالا او با کمک کارآگاهی به نام ریچل کری (با بازی هالیدی گرینجر) سعی دارد از منجلاب این توطئهٔ چندلایه نجات پیدا کند…